# Fervaches
Fervaches település Franciaországban, Manche megyében. Lakosainak száma 348 fő (2018. január 1.). Fervaches Moyon, Domjean, Moyon-Villages, Tessy-Bocage és Troisgots községekkel határos.

## Népesség
A település népességének változása:
| Lakosok száma | 291  | 316  | 238  | 240  | 285  | 373  | 384  | 392  | 395  | 348  |
|               | 1962 | 1968 | 1982 | 1990 | 1999 | 2008 | 2011 | 2013 | 2017 | 2018 |